# Mesochorus flexus
Mesochorus flexus är en stekelart som beskrevs av Schwenke 1999. Mesochorus flexus ingår i släktet Mesochorus och familjen brokparasitsteklar. Inga underarter finns listade i Catalogue of Life.